# AlliedSignal
AlliedSignal Corporation — бывшая американская компания с интересами в различных отраслях, включая авиастроение, электронную, химическую, автомобильную промышленности. Компания была основана в 1920 году, в 1999 году объединилась с Honeywell.

## История
Основной предшественник, Allied Chemical & Dye Corporation, был создан 17 декабря 1920 года слиянием 5 химических компаний США: General Chemical (основана в 1899 году, кислоты), Solvay Process Company (англ., основана в 1881 году, щёлочи), Barrett Paving Materials (основана в 1852 году, угольные смолы), Semet-Solvay (основана в 1895 году, оператор коксовых печей), National Aniline & Chemical Company (основана в 1917 году, производитель анилина и красок). Объединённая компания начала со строительства большого завода в штате Виргиния по фиксированию атмосферного азота, важного компонента многих химических веществ, включая удобрения и взрывчатку. Компания процветала, особенно в годы Второй мировой войны, но с её окончанием начала терять позиции из-за устаревшего оборудования и технологий. К началу 1960-х годов компания опустилась с первого на шестое место среди химических компаний США.
В 1962 году Allied Chemical объединилась с нефтегазовой компанией Union Texas Natural Gas (англ.), что позволило начать производство более прибыльной нефтехимической продукции. В 1970-х годах большинство устаревших предприятий по производству основных химикатов были проданы, значительные средства компания начала вкладывать в инновационные разработки. В 1983 году была куплена Bendix Corporation (англ.), а в 1985 году произошло слияние с Signal Companies, в результате образовалась корпорация Allied-Signal. Эта корпорация состояла из трёх подразделений: аэрокосмическая продукция и электроника; автомобильные комплектующие; инженерные материалы. Все другие активы были в 1986 году отделены в компанию The Henley Group. В 1990-х годах был куплен ряд компаний в аэрокосмической отрасли, в то же время убыточные предприятия в других направлениях деятельности были проданы. В 1999 году произошло слияние с Honeywell.